# ثقافة لبنان

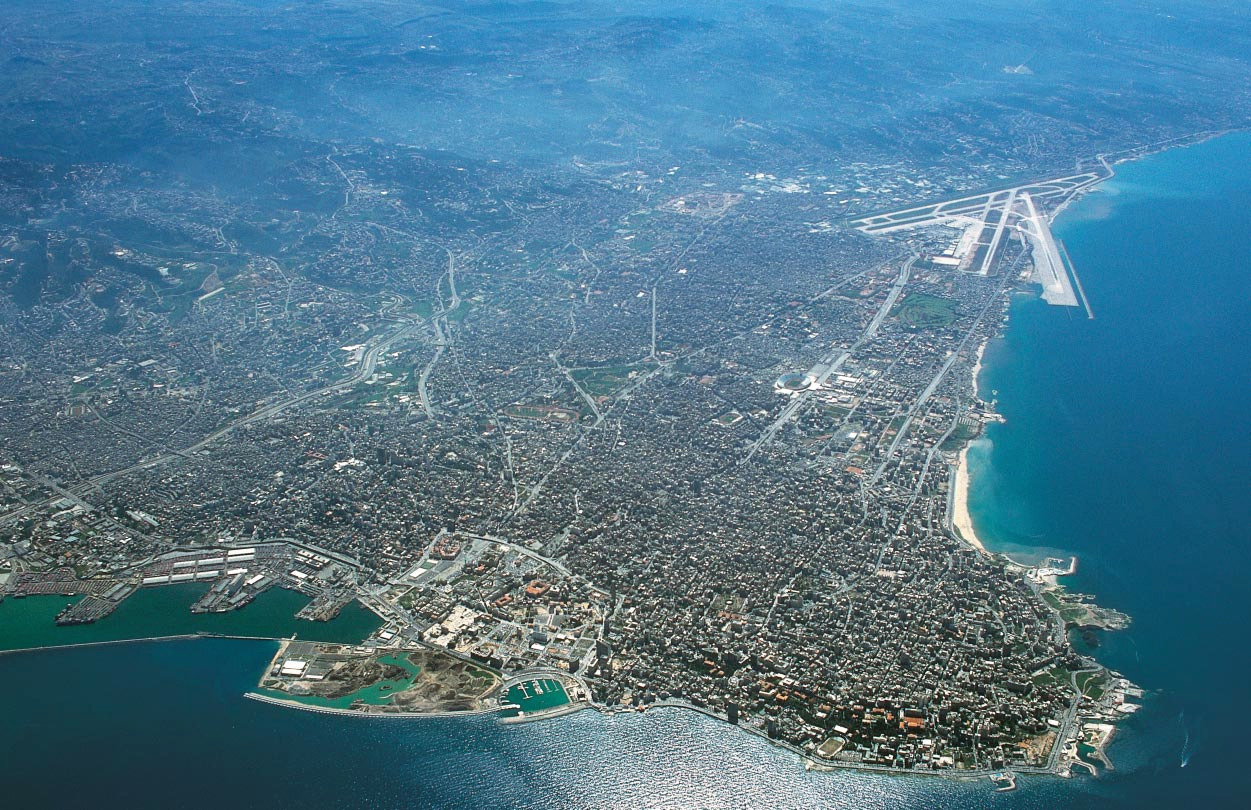
صورة جوية لبيروت، عاصمة لبنان.

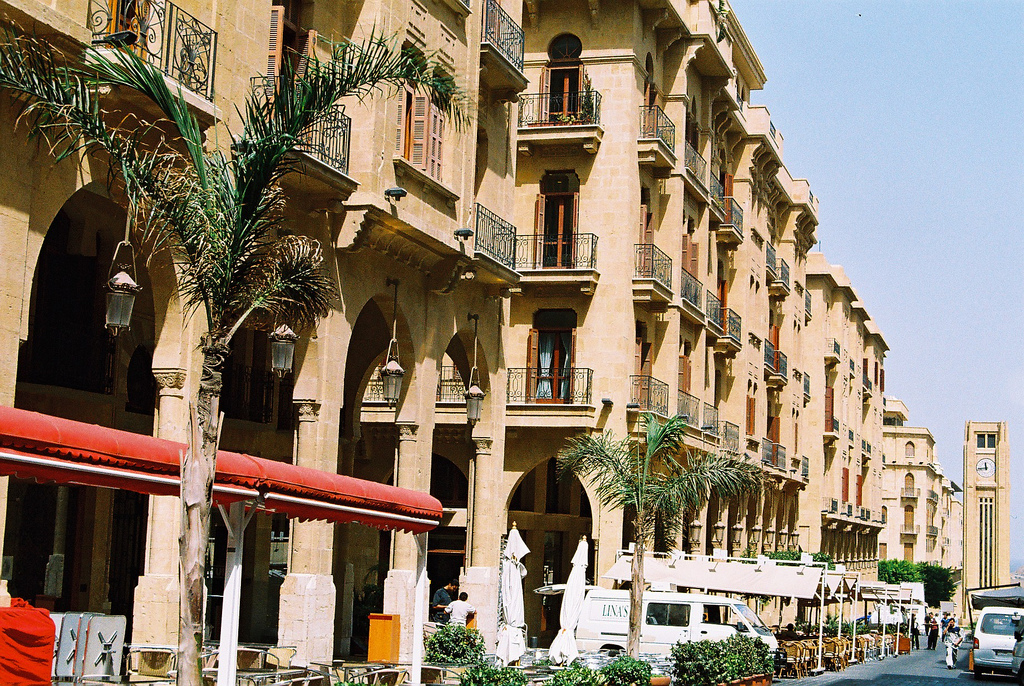
شارع مراد هو شارع رئيسي في المنطقة الوسطى.

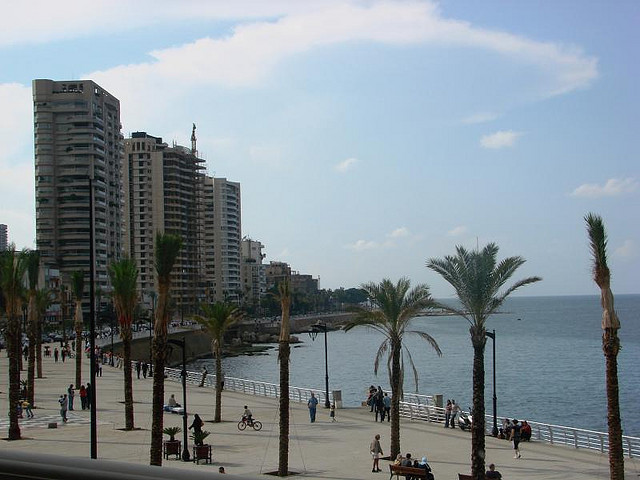
أشجار النخيل على شاطئ البحر في كورنيش بيروت.

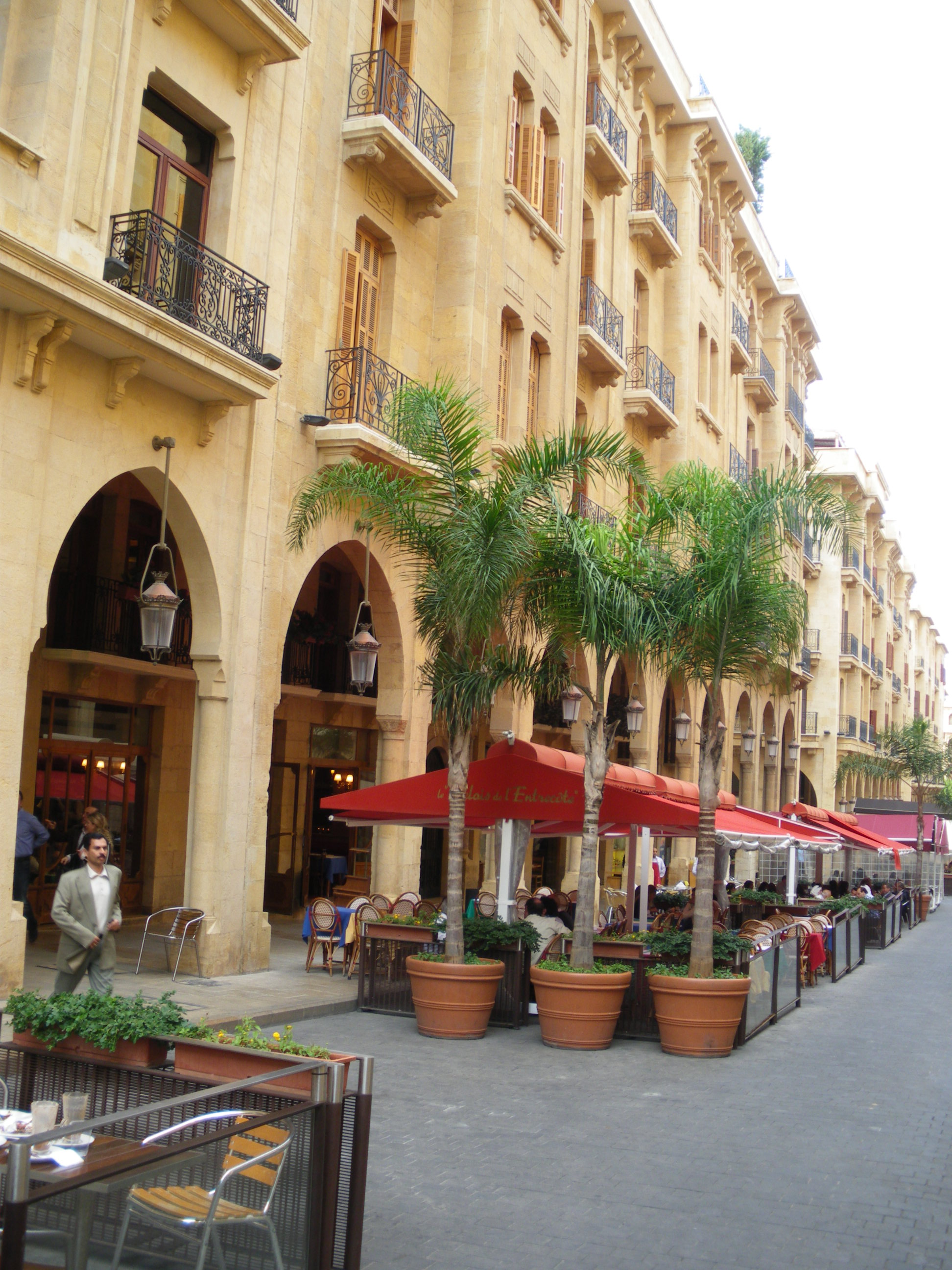
مقاهي الرصيف هي علامة تجارية لشركة BCD

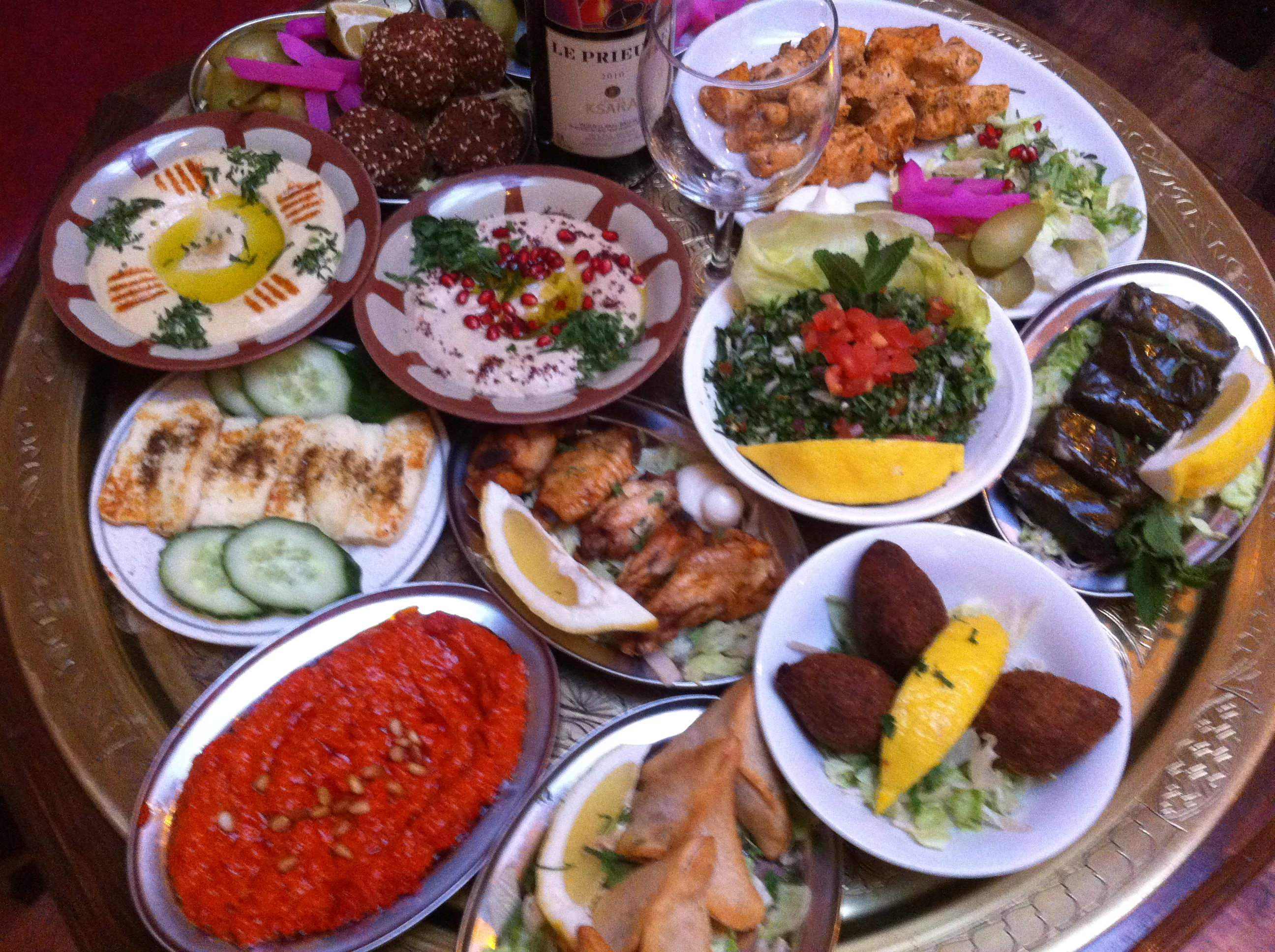
مجموعة مختارة من الأطباق اللبنانية من مطعم كافيه نوف في لندن.

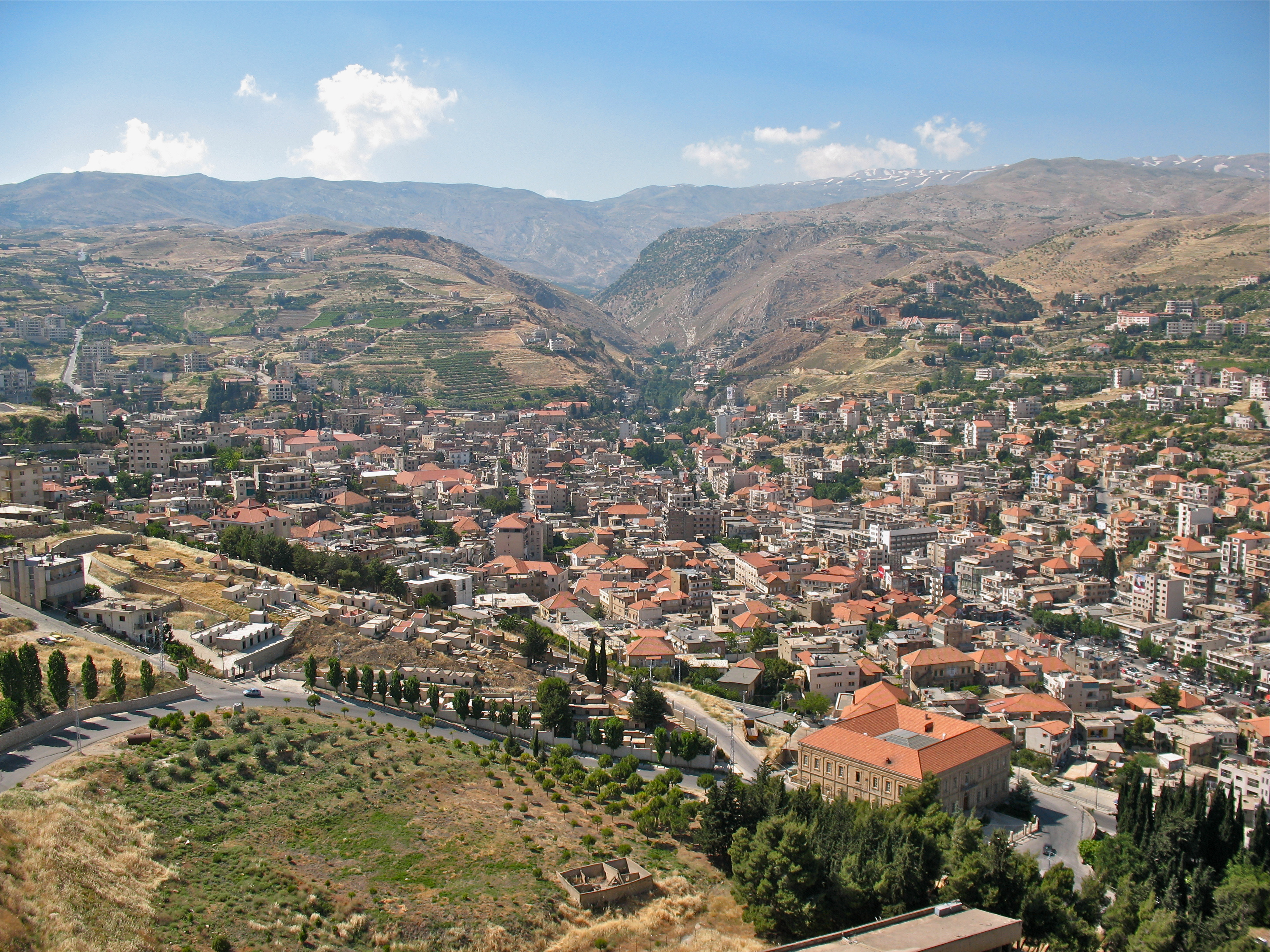
مدينة زحلة على الحافة الشرقية لسلسلة جبل لبنان في شرق لبنان.

ظهرت ثقافة لبنان والشعب اللبناني من مختلف الحضارات على مدى آلاف السنين وكانت موطن الفينيقيين واحتلها وغزاها الآشوريين والفرس والإغريق والرومان والعرب والصليبيين العثمانيين، فرنسيون. ويتجلى هذا التنوع في تنوع سكان لبنان وتألفه من مجموعة من الديانات المختلفة وتميزه بالمهرجانات والأنماط الموسيقية والأدب والهندسة المعمارية اللبنانية. تعتبر لبنان مشهورة بالسياحة بالرغم من انقطاعها خلال فترات الصراع. وعلى الرغم من التنوع الديني والمذهبي في لبنان إلا أنها «تتشارك في معظم الثقافات». واستنادا إلى المادة 11 من الدستور اللبناني والتي تنص على أن «اللغة العربية هي اللغة الوطنية الرسمية» ويحدد القانون الحالات التي تستخدم فيها اللغة الفرنسية ويتحدث اللبنانيون اللغة العربية في الأماكن العامة والموسيقى والأدب الأصيل في منطقة البحر المتوسط. وقد لعبت جغرافيا البحر الابيض المتوسط الجبلي في لبنان دورا في تشكيل تاريخ لبنان وثقافتها. أجرى علم الآثار من لبنان اكتشاف حول المنطقة القديمة.

## الفنون
تنافست بيروت مع القاهرة في مطلع القرن 20 لتكون مركزا رئيسيا للفكر العربي المعاصر بالإضافة إلى العديد من الصحف والمجلات والجمعيات الأدبية وأصبحت بيروت مركزا مزدهرا للثقافة الأرمنية بالإضافة إلى الإنتاج المتنوع الذي تم تصديره إلى الشتات الارمني.

### الفنون البصرية
كان مصطفى فروخ واحدا من أبرز الرسامين في لبنان في القرن التاسع عشر وتدرب رسميا في روما وباريس، وقال أن رسوماته عرضت في أماكن مختلفة من باريس إلى نيويورك إلى بيروت طوال حياته المهنية.
فريد منصور (1929-2010) كان رسام ونحات لبناني متعدد المواهب. تدرب في إيطاليا وإنجلترا، وقد أتقن منصور العديد من تقنيات الرسم والنحت. عرضت أعماله في لندن وباريس ونيويورك وكذلك لبنان وسوريا.

### الفن المعاصر
بدأ الفن المعاصر في بيروت فورا عقب انتهاء الحرب الأهلية (1975 – 1991).
ظهر العديد من الفنانين المعاصرين مثل وليد رعد وهو فنان معاصر، ويقيم حاليا في نيويورك.
يعكس معرضان للفن المعاصر في بيروت، الأول مركز بيروت للفن، والثاني معرض بيروت للفن المعاصر - لم يعد موجودًا - في منطقة بيال، نبض بيروت المعاصر المليء بالحياة، تضيف العديد من المعارض الفنية أيضًا إلى المشهد الفني المحلي، حيث تعرض أعمال فنانين مثل أيمن بعلبكي،  وأكرم زعتري،  ومروان سحمراني،  ونديم أسفار،  ولمياء جريج،  وجان مارك نحاس، وريكاردو مباركو،  ومنصور الهبر،  وأنيتا توتيكيان وغيرها الكثير. يدير هذه المعارض صالات عرض مثل صالح بركات  (أجيال)، جاليري مارك هاشم،  وفادي مغابب،  ونادين بيغداش (جاليري جانين ربيز)،  وأوديل مظلوم (جاليري الواني).
يقع بنك الاستثمار الدولي في شارع فوش في منطقة سوليدير، ويضم العديد من المعارض المؤقتة للفنانين المحليين المعاصرين، فضلاً عن العرض الدائم للوحات لفنانين لبنانيين (سحمراني، وبعلبكي، وحنبعل سروجي...) أو فنانين أجانب مثل فابيان أريتي «ناسداك». يمكن رؤية تمثال جان دوبوفيت الضخم عند زيارة صالة بنك عوده بلازا، الواقع في مبنى عصري جميل صممه كيفن داش. من خلال التجول في شوارع المدينة، يمكن للمرء أن يجد بعض الأعمال المثيرة للاهتمام مثل منحوتات ميشال بصبوص في شارع بنك لبنان.
أشكال ألوان، وهي الجمعية اللبنانية للفنون التشكيلية ومنصة لإنشاء وتبادل الممارسات الفنية وقام بتأسيسها كرستين طعمه، ومروان رشماوي، ورانيا طباره ومصطفى يموت، وليلى مروه. في البداية، قامت أشكال ألوان بتشجيع وعرض أعمال الفنانين الذين شاركوا في الممارسات الفنية الناقدة في سياق لبنان بعد الحرب. منتدى الأعمال المنزلية عبارة عن منصة متعددة التخصصات تُعقد في بيروت، لبنان تقريبًا كل عام. لقد تطورت لتصبح واحدة من أكثر المنصات حيوية للبحث وتبادل الممارسات الثقافية في المنطقة وخارجها.
تدير أمم للتوثيق و الأبحاث مساحة المعرض الواقعة في حارة حريك في ضاحية بيروت الجنوبية.
في مجال التصوير الفوتوغرافي، لدى مؤسسة الصور العربية مجموعة من 4000 صورة من لبنان والشرق الأوسط. يمكن الاطلاع على الصور في مركز الأبحاث وقد تم إنتاج العديد من الأحداث والمنشورات في لبنان وجميع أنحاء العالم لتعزيز المؤسسة.

### العمارة
مقالة مفصلة: العمارة في لبنان

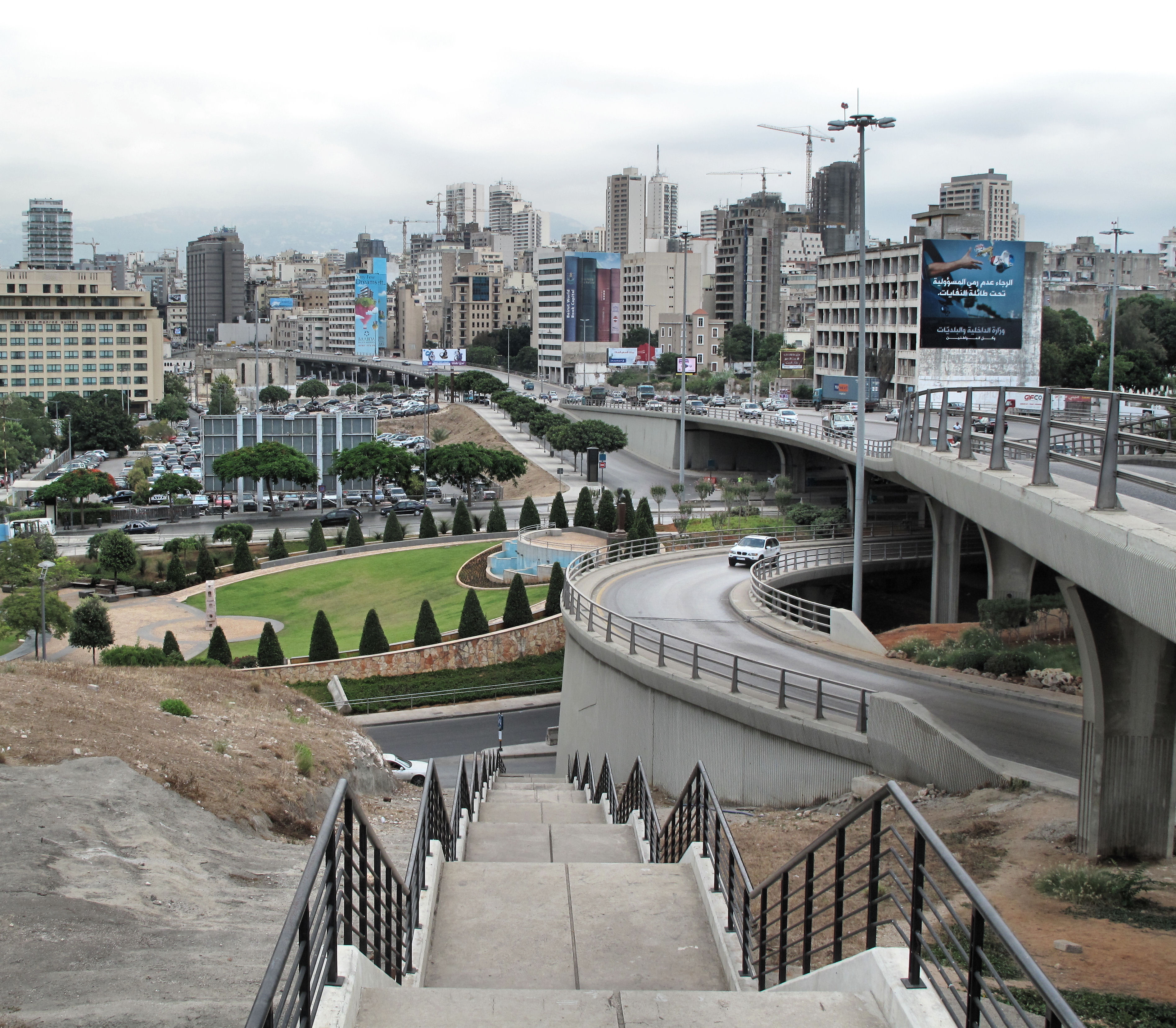
حديقة جبران خليل جبران والمناطق المحيطة بها في سنتر فيل، المجيدية، بيروت.

تشمل الهندسة المعمارية في لبنان الموروثات من قوى الاحتلال المختلفة بما في ذلك الرومان، والفينيقيين، والعثمانيين، والفرنسيين وكذلك تطورات مابعد الاستقلال. عندما نفى العثمانيين فخر الدين إلى توسكانا، إيطاليا عام 1613، دخل في تحالف مع ميديسيس وعند عودته إلى لبنان في عام 1618 بدأ بتجديد لبنان، وطور صناعة الحرير ورفع مستوى إنتاج زيت زيتون، وأحضر معه العديد من المهندسين الإيطاليين الذين بدأوا بتشييد القصور وهندسة المدينة في جميع أنحاء البلاد. بنيت مدن بيروت وصيدا خصوصًا على النمط الإيطالي.
أثرت المباني الموجودة في دير القمر في بناء لبنان لعدة قرون، ولا تزال حتى الوقت الحاضر. على سبيل المثال، لا تزال الشوارع مثل غورو تمتلك العديد من المنازل التاريخية ذات التأثير الإيطالي. تشهد المباني مثل قصر نيكولاس سورسك في شارع سورسك، والذي يعد اليوم متحفًا كبيرًا، على التأثير المستمر للهندسة المعمارية الإيطالية في لبنان.

### الادب
مقالة مفصلة: أدب عربي

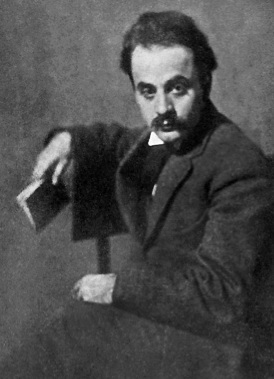
خليل جبران

خليل جبران (1883-1931)، المولود في بشري، معروف بشكل خاص بكتابه النبي (1923)، الذي ترجم إلى أكثر من عشرين لغة مختلفة. حقق العديد من الكتاب اللبنانيين المعاصرين نجاحًا دوليًا أيضًا؛ بما في ذلك إلياس خوري وأمين معلوف وحنان الشيخ وجورج شحادة.

### الشعر
لطالما تميزت المنطقة العربية بشكلٍ عام بالشعر، ولكون لبنان إحدى المراكز الثقافية المهمة في الوطن العربي فقد برز العديد من الشعراء اللبنانيين القدامى والحديثين الذين تناولوا بشعرهم مختلف المواضيع العاطفية والاجتماعية بل وحتى السياسية.
وقد تمكن أبرز الشعراء اللبنانيين من سحر قلوب القراء بكلماتهم وأسلوبهم المميز، بل أنّ البعض منهم لم تقتصر شهرته على العالم العربي بل نال شهرةً عالمية وترجمت أعماله إلى العديد من اللغات الأجنبية، وإلى جانب الشعر فقد ساهم العديد منهم في الحياة الاجتماعية والسياسية، وعملوا على تحسين الواقع الاجتماعي في لبنان بشكلٍ خاص والوطن العربي بشكلٍ عام.

سعيد عقل

ومن أشهر الشعراء:

#### سعيد عقل
سياسي وشاعر وكاتب ولد عام 1912، في لبنان، زحلة (وتوفي عام 2014).
شاعرٌ لبناني يعتبر من أبرز الشعراء اللبنانيين المعاصرين، عمل في التعليم والصحافة. كما أنه من أكبر المدافعين عن تداول اللهجة اللبنانية، غنى شعره كثير من كبار مطربي لبنان.

#### أنسي الحاج
شاعر وصحفي وكاتب ومترجم ولد عام 1937، في لبنان، جيزين (وتوفي عام 2014).
شاعرٌ وصحفيٌ لبناني يعود له الفضل في إثراء المحتوى الفكري والشعري العربي بالعديد من الأعمال الخالدة، إضافةً إلى ترجمته للعديد من مسرحيات شكسبير وألبير كامو وغيرهما الكثير.

إيليا أبو ماضي

#### إيليا أبو ماضي
شاعر وصحفي وناشر ولد عام 1889، في لينان، المتن الشمالي (وتوفي عام 1957)
شاعرٌ عربي لبناني من شعراء المهجر ومؤسسي الرابطة القلمية التي ضمت جبران خليل جبران وميخائيل نعيمة ونسيب عريضة وغيرهم العديد من الأدباء والشعراء الذين خطّوا بأقلامهم أجمل أثرٍ.

#### طلال حيدر
شاعر وكاتب مسرحي ومدرس وممثل ولد عام 1937، في لبنان، البقاع،
شاعرٌ غنى لبنان في قصائده، ليغنيه فنانوها. تشهد الدواوين على تاريخه وعلى براعة ما خطّ قلمه لنا لندرك الحقيقة الكامنة وراء التفاصيل الصغيرة، والجمال القابع خلف أسوار قلبه.

جوزيف حرب

#### جوزيف حرب
شاعر وكاتب ومحامي ومدرس ولد عام 1943، في المعمارية، لبنان (وتوفي عام 2014).
شاعر المحبرة اللبناني الذي كتب أجمل أغاني فيروز، المبدع المتقن لحدودٍ أبعد من الشعر.

#### جبران خليل جبران
رسام وشاعر وفيلسوف ولد عام 1883، في بشري، لبنان (وتوفي عام 1931).
جبران خليل جبران شاعر ورسام وكاتب مقالات وفيلسوف لبناني. أقام العديد من المعارض للوحات التي كان يرسمها، وقدم العديد من المؤلفات من روايات وأشعار باللغتين العربية والإنكليزية.

#### عاصي الرحباني
كاتب مسرحي وملحن وموسيقي ولد عام 1923، في بيروت، لبنان (وتوفي عام 1986).
موسيقي لبناني، وواحد من اثنين شكلا في تاريخ الموسيقى العربية ما عرف بـ «الأخوين رحباني» وهما عاصي ومنصور رحباني.

## الثقافة الشعبية

### الموسيقى

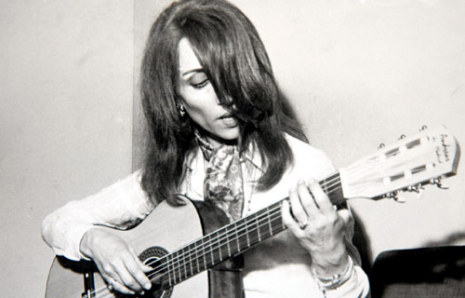
فيروز التي تعد سيدة الغناء في لبنان والوطن العربي.

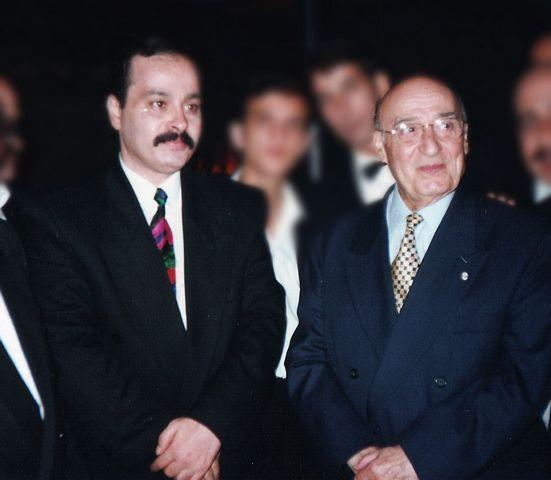
وديع الصافي

ماجدة الرومي

الموسيقى منتشرة في المجتمع اللبناني. بينما لا تزال الموسيقى الشعبية التقليدية تحظى بشعبية في لبنان، إلا أن الموسيقى الحديثة التي توفق بين الأساليب العربية والغربية التقليدية والبوب تتقدم بسرعة في شعبيتها. تتميز المحطات الإذاعية بمجموعة متنوعة من الموسيقى، بما في ذلك الموسيقى اللبنانية التقليدية والعربية الكلاسيكية والأرمينية  والإيقاعات الفرنسية والإنجليزية والأمريكية واللاتينية الحديثة. من الموسيقيين التقليديين البارزين فيروز، وكانت أيقونة خلال الحرب الأهلية، وصباح، وملحم بركات، ووديع الصافي، وماجدة الرومي، ونجوى كرم التي بنت جمهورًا عالميًا لهذا الجيل. الشخصية التاريخية والرائدة الموسيقية اللبنانية ليديا كنعان مدرجة في كتالوج قاعة مشاهير موسيقى الروك آند رول ومكتبة ومحفوظات المتحف في كليفلاند، أوهايو، الولايات المتحدة الأمريكية  كأول نجمة روك في الشرق الأوسط. مارسيل خليفة، موسيقية تمزج بين الموسيقى العربية الكلاسيكية والأصوات الحديثة، تتمتع بشعبية هائلة بسبب كلماتها المشحونة سياسياً. من بين الفنانين البارزين نانسي عجرم وهيفاء وهبي وفضل شاكر وإليسا وميكا. كما يبرز شربل روحانا وجويل خوري وعبد الرحمن الباشا في العزف.

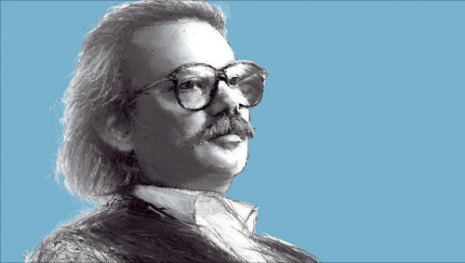
أنسي الحاج

### وسائل الاعلام
طالع أيضًا: الصحافة في لبنان
لبنان ليس فقط مركزًا إقليميًا للإنتاج الإعلامي، بل هو الأكثر تحرراً وحرية في العالم العربي. وفقًا لمنظمة مراسلون بلا حدود لحرية الصحافة، «تتمتع وسائل الإعلام بحرية أكبر في لبنان من أي دولة عربية أخرى». على الرغم من قلة عدد السكان والحجم الجغرافي، يلعب لبنان دورًا مؤثرًا في إنتاج المعلومات في العالم العربي وهو «في صميم شبكة إعلامية إقليمية ذات آثار عالمية».
بعد الاستقلال، ظهرت بيروت كمركز للنشر في العالم العربي، وتتميز وسائل الإعلام الحرة والليبرالية والمشاهد الأدبية. أصبحت الصحافة اللبنانية صناعة ضخمة على الرغم من صغر حجمها وظلت ملاذاً للنشر العربي. جعل إنشاء المطابع الحديثة وقنوات توزيع الكتب المتطورة من بيروت رائدة في مجال النشر الإقليمي، ومنح الناشرين اللبنانيين دورًا مهيمنًا في مجال النشر العربي. يستضيف لبنان سنويًا حدثين مهمين للنشر في المنطقة، معرض بيروت للكتاب ومعرض بيروت الفرنكوفوني للكتاب.
تم تقديم التلفزيون في لبنان في عام 1959، مع إطلاق محطتين خاصتين، «CLT وTélé Orient» يوجد في لبنان عشر قنوات تلفزيونية وطنية، معظمها تابعة أو مدعومة من قبل بعض الأحزاب السياسية أو التحالفات.
كان لبنان من أوائل الدول في العالم الناطقة بالعربية التي تقدم الإنترنت. أصبح للمصورين اللبنانيين مثل سعيد محمد شعبية شعبية في جميع أنحاء العالم بسبب الإنترنت ووسائل التواصل الاجتماعي. كانت صحف بيروت هي الأولى في المنطقة التي تزود القراء بنسخ من الصحف على الإنترنت. بحلول عام 1986، كانت هناك ثلاث صحف من لبنان على الإنترنت، الأنوار، والنهار، والسفير، وبحلول عام 2000، قدمت أكثر من 200 موقع إلكتروني أخبارًا من لبنان.

### السينما
وفقا للناقد والمؤرخ روي آرمز فإن السينما اللبنانية هي الوحيدة في المنطقة الناطقة باللغة العربية بجانب مصر التي قد تصل إلى السينما الوطنية. توجد السينما في لبنان منذ عام 1920 وقد أنتجت أكثر من 500 فيلما وهذي بعضا منها:
بيروت الغربية - من تأليف زياد دويري - والذي اُصدر في عام في عام 1998 وحصل على جائزة فرانسوا في اسبوع المخرجين في مهرجان كان السينمائي (1998)
- مبروك مرة أخرى - من تأليف هاني تامبا - والذي اُصدر في عام 2000
- كيت - من تأليف رنده شهال - والذي اُصدر في عام 2003 وحصل على العديد من الجوائز المرموقة بما في ذلك الأسد الفضي والجائزة دي لا بيكس - جيلو بونتيكورفو- والجائزة دي لا انتيرني مجيك في مهرجان البندقية السينمائي (2003)
- بعد الحلاقة - من تأليف هاني تامبا - والذي اُصدر في عام 2005 وحصل على جائزة سيزار الفرنسية عام 2006 لأفضل أقصر فيلم اجنبي
- البوسطة - من تأليف فيليب عرقتنجي - والذي اُصدر في عام 2005
- تحت القصف - من تأليف فيليب عرقتنجي- والذي اُصدر في عام 2006
- كراميل - بطولة واخراج نادين لبكي- والذي اُصدر في عام 2007
- أين نذهب الآن؟ - بطولة واخراج نادين لبكي - والذي اُصدر في عام 2011 وحصل على جائزة الجمهور كاديلاك في مهرجان تورونتو السينمائي (2011).

### المسرح
المقالة مفصلة: المسرح اللبناني
للمسرح اللبناني أصل في المسرحيات العاطفية. تعتبر المسرحيات الموسيقية لمارون النقاش من منتصف القرن التاسع عشر ولادة المسرح العربي الحديث. قام بعض الأدباء مثل عبد اللطيف شرارة بتقسيم المسرح في لبنان إلى ثلاث مراحل: ترجمة المسرحيات الأوروبية والقومية العربية والواقعية.
كانت نشأة المسرح العربي جغرافياً في مدينة بيروت، مع عرض مسرحية «البخيل» التي ترجمها واقتبسها وأخرجها مارون النقاش، وقدمها في فسحة بيته عام 1847. ومن بعده برز في لبنان عدد من المسرحيين الرواد الذين شغفوا بفن المسرح هوايةً ووعوا دوره الاجتماعي الفكري، إلا أنهم لم يحترفوا العمل المسرحي لاستحالة ذلك اقتصادياً آنذاك، ومن هؤلاء نقولا وسليم النقاش، وأديب إسحاق، ويوسف خياط، وجورج دخول، وسليمان القرداحي.إلا أن الظروف الصعبة التي أحاطت بالعمل المسرحي في بلاد الشام حينذاك تحت الهيمنة العثمانية دفعت معظم المسرحيين للهجرة إلى مصر لتوافر ظروف مختلفة اجتماعياً وسياسياً وثقافياً هناك في عهد الخديوي إسماعيل، فأسسوا مع زملائهم المصريين في الإسكندرية والقاهرة بداية الحركة المسرحية العربية التي تفتحت بواكيرها المنتجة مع مطلع القرن العشرين.

### العلاقات الثقافية بين لبنان ومصر
تعتبر العلاقات الثقافية بين لبنان ومصر نوع فريد من العلاقات التاريخية الثقافية، لأن هناك تداخلًا كبيرًا بين الثقافات اللبنانية والمصرية، وخاصة في مجالات الأدب والمسرح والسينما والصحافة، ولعبت كل منها دورًا اساسيا تجاه بعضهم البعض خصوصًا في المسرح والسينما والصحافة، وهذا ما أكده مؤتمر مصر في عيون اللبنانيين والذي كان من ضمن فعاليات البرنامج الثقافي لمصر في عيون العالم والذي عقد في مقر وزارة السياحة المصرية بحضور السفير اللبناني في مصر ومادلين طبر وأحمد غنام مؤسس البرنامج الثقافي لمصر في عيون العالم ونخبة من الفنانين اللبنانيين.

## الموضة
يرتدي الكثير من المسيحيين والمسلمين الذين يعيشون في المدن الملابس ذات الطابع الاوربي واحيانا ترتدي النساء في الريف التنانير الملونة التقليديه اما بالنسبة للرجال فهم يرتدون الشروال التقليدي (سراويل فضفاضة). اللباس قديما كان عثماني ولكن الآن يبقى كجزء من الثقافة الشعبية ويرتدي اغلب اللبنانين اليوم الملابس الغربية. يعد ايلي صعب وزهير مراد وربيع كيروز من أشهر مصممين الازياء.

## الاعياد والمهرجانات
تحتفل لبنان بالاعياد الوطنية وعطل المسيحيين والمسلمين ويحتفلون بالأعياد المسيحية وفقاً للتقويم الميلادي والتقويم اليولياني. يتبع الكاثوليك والبروتستانت والروم الكاثوليك المسيحيين التقويم الغريغوري وبالتالي يحتفلون بعيد الميلاد في 25 ديسمبر كانون الأول. يحتفلون الأرثوذكسية والأرمنية الأرثوذكسية اليونانية المسيحيين بعيد الميلاد في 6 يناير لأنها تتبع التقويم اليولياني. ويتم اتباع أعياد المسلمين على أساس التقويم القمري الإسلامي وتشمل أعياد المسلمين على عيد الفطر (لمدة ثلاثة أيام في نهاية شهر رمضان) وعيد الأضحى الذي يحتفلون به أثناء الحج السنوي في مكة المكرمة وأيضا يحتفلون بإستعداد إبراهيم للتضحية بابنه إلى الله وولادة النبي محمد ووعاشوراء. وتشمل الأعياد الوطنية في لبنان على يوم العمال وعيد الاستقلال وعيد الشهداء.
المهرجانات الموسيقية وغالبا ما تستضاف في المواقع التاريخية وهي عنصر الثقافة اللبنانية ومن اشهرها مهرجان بعلبك الدولي ومهرجان بيبلوس الدولي ومهرجان بيت الدين الدولية ومهرجان برمانا ومهرجان البترون ومهرجان ضهور الشوير ومهرجان صور. يتم ترويج هذه المهرجانات من قبل وزارة السياحة في لبنان ويستضيف نحو 15 حفله من الأداء الدولية كل عام تفوز بالمركز الأول في الشرق الأوسط للسهرات والسادس في جميع أنحاء العالم.